# Meridiano 131 E
O meridiano 131 E é um meridiano que, partindo do Polo Norte, atravessa o Oceano Ártico, Ásia, Oceano Pacífico, Australásia, Oceano Índico, Oceano Antártico, Antártida e chega ao Polo Sul. Forma um círculo máximo com o Meridiano 49 W.
Começando no Polo Norte, o meridiano 131º Este tem os seguintes cruzamentos:
| País, território ou mar | Notas |
| ----------------------- | --- |
| Oceano Ártico           | |
| Rússia                  | Iacútia Krai de Khabarovsk Oblast de Amur Krai de Khabarovsk Oblast de Amur Krai de Khabarovsk Oblast de Amur Oblast Autónomo Judaico |
| China                   | Heilongjiang |
| Rússia                  | Krai de Primorsky - Cerca de 6 km |
| China                   | Heilongjiang Jilin |
| Rússia                  | Krai de Primorsky |
| Mar do Japão            | Passa a leste da ilha Ulleungdo, Coreia do Sul                                                                                        |
| Japão                   | Ilha Honshū |
| Estreito de Kanmon      | |
| Japão                   | Ilha Kyūshū |
| Mar da China Oriental   | |
| Japão                   | Ilha Tanegashima |
| Oceano Pacífico         | Passa a oeste das Ilhas Daito, Japão                                                                                                  |
| Indonésia               | Ilha Waigeo |
| Estreito de Dampier     | |
| Indonésia               | Ilhas Salawati e Nova Guiné |
| Mar de Ceram            | Passa a leste da ilha Ceram, Indonésia                                                                                                |
| Mar de Banda            | |
| Indonésia               | Ilhas Wuliaru, Seira e Selaru |
| Mar de Arafura          | |
| Austrália               | Território do Norte - Ilha Melville                                                                                                   |
| Estreito de Clarence    | |
| Austrália               | Território do Norte Austrália Meridional                                                                                              |
| Oceano Índico           | |
| Oceano Antártico        | |
| Antártida               | Território Antártico Australiano, reclamado pela Austrália                                                                            |